# 廃油石鹸
廃油石鹼（はいゆせっけん、廃油石鹸）とは、使用済の家庭用食用油を原料にした石鹸の総称である。

## 歴史
日本における家庭用食用油による河川・海の汚染防止の対策の一つ。日本の一部の自治体で回収・生成されている。